# Orthotomus chaktomuk
Orthotomus chaktomuk (лат.) — вид небольших птиц рода портних (Orthotomus) из семейства цистиколовых (Cisticolidae). Юго-Восточная Азия. Эндемик Камбоджи, которого впервые обнаружили в 2009 году (во время сбора птиц для изучения птичьего гриппа) и описали как новый для науки таксон в 2013 году.

## Описание
Небольшая птица размером с европейского крапивника. Длина крыла — 41—47 мм, длина хвоста 35,5—42 мм, масса — 6—8 г. Голова (лоб и затылок) покрыты оранжево-красными перьями, щёки — беловатые, горло с чёрными перьями. Остальные части тела от светлого до тёмно-серого.
Обитает в небольшой области из плотных кустарников в пойме реки Меконг. Благодаря плотным зарослям этот вид так долго оставался незамеченным, несмотря на проживание на окраине крупного столичного города Пномпеня. Это один из двух эндемичных видов птиц Камбоджи, другим и единственным был Garrulax ferrarius.

## Этимология
Видовое название O. chaktomuk происходит от кхмерского слова ចតុមុខ, которое означает «четыре лица». Именно так описывается то место обитания этой птицы, где встречаются такие реки и водоёмы как Меконг, Бассак и Тонлесап.

## Охранный статус
Орнитологи, открывшие Orthotomus chaktomuk рекомендуют включить его в международную Красную книгу, как «близкий к уязвимому положению вид» (NT). Они считают, что места его обитания сокращаются и находятся в опасности исчезновения в результате роста урбанизации. МСОП последовал этой рекомендации в 2016 году.